# З-імли-народжені
«З-імли-народжені» (англ. «Mistborn») — серія романів в жанрі епічного фентезі, написана американським письменником Брендоном Сендерсоном і опублікована Tor Books. 
Перша трилогія, що була опублікована між 2006 і 2008 роками, складається з романів «Остання імперія», «Джерело вознесіння» і «Герой віків». 
Друга серія, що була опублікована між 2011 і 2022 роками, складається з романів «Сплав закону», «Власні тіні», «Браслети скорботи» і «Втрачений метал». 
Третя серія послідує за ними і ймовірно буде публікуватися з 2026 по 2027 роки. Також планується четверта трилогія. Сендерсон також у 2016 році випустив повість «З-імли-народжені: Таємна історія».
В читацькому середовищі неоднозначно сприйнято офіційний переклад назви циклу від українського видавця, адже з двоскладової англійської власної назви з'явилось громіздке складене слово. Тому в фандомі побутують альтернативні українські переклади назви серії, а саме: "імлорождені" чи "імлородці", "туманичі", "туманоплекані" ("тумановиплекані") чи, рідше, "опаровиті".

## Історія написання
Перша ідея для «З-імли-народжених» у Сендерсона виникла під час читання серії романів про Гаррі Поттера: він подумав, що було б цікаво розповісти історію у світі, де «темний лорд» тріумфував, а «пророкований герой» зазнав невдачі. Його друга ідея, спочатку не пов’язана з першою, полягала в тому, щоб розповісти історію пограбування у фентезійній обстановці, навіяна серією фільмів про Оушена. Ідея титульного туману прийшла йому під час поїздки крізь туман в штаті Айдахо, і він поєднав її зі своїми спогадами про те, як колись бачив освітлення зсередини Національного собору Вашингтона.
Сендерсон почав працювати над «З-імли-народжені: Остання імперія» під час спроб опублікувати свій попередній роман «Елантріс». Після написання двох ранніх ітерацій «З-імли-народжених» він змістив акцент на серію «Хроніки Буресвітла», але вирішив відкласти її публікацію на користь завершення трилогії «З-імли-народжених», яка, на його думку, стала б кращим наступником «Елантріс».

### Публікація та майбутнє
Оригінальна трилогія, опублікована Сендерсоном, була першою в тому, що він називав «трилогією трилогій». Сендерсон планував опублікувати кілька трилогій, дія кожної з яких розгортатиметься на вигаданій планеті Скадріал, але в різні епохи: дія другої трилогії мала відбуватися в міському середовищі з використанням сучасних технологій, а третя трилогія мала бути науково-фантастичною з дією в далекому майбутньому.
Однак ця структура змінилася з виходом «Сплаву закону», який розпочав нову серію між першою трилогією та запланованою другою трилогією. Після деякої плутанини Сендерсон вирішив розглядати загальну серію як чотири ери, де Ера Один склала першу трилогію; Ера Два — чотири книги, які почалися зі «Сплаву закону»; а Ери Три та Чотири — інші заплановані трилогії.

## Відгуки
Журнал Forbes високо оцінює всі книжки серії «З-імли-народжені», зазначаючи: «Оповідь створена з такою сильною точністю, що від книг майже неможливо відірватися».